# Epicrates cenchria gaigeae
La boa arcoíris peruana (Epicrates cenchria gaigei) es una boa nativa, reportada en el centro Los Amigos, el parque nacional del Manu y la Provincia de Tambopata, en el departamento de Madre de Dios, Perú. Se indica que su distribución podría cubrir desde Venezuela, hasta Perú y Bolivia.

### Características
La boa arcoíris puede llegar a pesar 6 kg y medir hasta 2 metros; su característica distintiva son sus escamas de aspecto iridiscente bajo la luz.
Es una constrictora, por lo que no es venenosa pero su mordedura puede generar daño físico y dolor significativo.
De conducta solitaria, nocturna y crepuscular, tiene una distribución terrestre y semiarborícola. Su dieta es carnívora, se alimenta de diversos mamíferos, aves, lagartijas y anfibios.

### Situación en Perú
En 2018, el Ministerio del Ambiente publicó su listado de especies de fauna silvestre CITES-PERÚ, donde clasificó a esta especie de boa en el Apéndice II. Este apéndice corresponde a todas las especies que no están actualmente en peligro de extinción, pero pueden estarlo a menos que se regule estrictamente su comercio.
 

En un estudio publicado por la UNMSM en 2004, se menciona que: 
"La especie Epicrates cenchria ("Mantona roja" o "Arcoíris") [...] se cría en cautiverio con fines comerciales, orientada a un mercado para mascotas. La zoocría de boideos es una actividad poco desarrollada en el país por lo que se conoce poco acerca de su estado sanitario; aunque los parásitos, principalmente intestinales, son reportados como casuística de mortalidad y morbilidad."  